# 2時間ワイドじゃんけんぽん
『2時間ワイドじゃんけんぽん』（にじかんワイドじゃんけんぽん）は、1996年4月1日から2005年9月30日までテレビ金沢で放送されていたローカル番組である。

## 概要
石川県初の夕方ワイド番組として1996年にスタート。当初の放送時間は月曜日 - 金曜日 17:00 - 19:00だった。ニュース協力は北國新聞・読売新聞。
番組中に、全国ニュースである『NNNニュースプラス1』や県内ニュースを伝える『テレビ金沢ニュースプラス1』が含まれていた。しかし、番組開始から1998年3月までは『テレビ金沢ニュースプラス1』は報道フロアーからアナウンサーが伝える形になっていた。ただし、特集コーナーは『じゃんけんぽん』のスタジオから同番組のキャスターが伝えることがあった。1998年4月からは、『じゃんけんぽん』のスタジオから放送されるようになった（詳細はテレビ金沢ニュースプラス1の項を参照）。
北國新聞社と読売新聞金沢総局（現在は金沢支局に縮小）にスタジオを設置し、ニュースコーナーを日替わりで放送していた。讀賣の担当キャスターとして日本テレビ元スポーツアナウンサーだった倉持隆夫が出向していた。
番組初期は原則として毎日17時台のみ街角中継中継を行っていた。水曜日は金沢駅からの中継で、それ以外の日は香林坊アトリオからだった。当初は番組内には気象情報コーナーが2回あり、一回目の17時台の気象情報は中継先から、2回目の18時台の気象情報はスタジオから伝えていた。しかし、中期ぐらいからはこの原則が少しずつ変わっていった。
また、番組では原則として毎日テーマを決めて視聴者からの意見を募集して番組の中で読みあげていた。2000年3月までは電話とFAXで、同年4月からFAXとメールで受け付けていた（ただし、「プラス1特報」などで17時台の放送が休止になる時には放送無し）。
スタジオが新しくなった2000年4月からは、タイトルが『じゃんけんぽん』に変更された。なお、スタジオは後の2003年10月にも更新されている。2000年10月からは、15時50分からの『読売新聞は〜い夕刊』終了に伴い、放送開始時刻を5分繰り上げた（『北國新聞ニュース』は15時50分からの放送になった）。2004年10月4日からは『テレビ金沢ニュースプラス1』が独立し、放送時間は16:55 - 17:50となった。
年末（だいたいクリスマス以降）には『じゃんけんぽん』の放送が休止になり、『NNNニュースプラス1』と県内ニュースである『テレビ金沢ニュースプラス1』のみが放送されていた。
2時間時代では「プラス1特報」などで17時台の放送が休止になった場合、18時台の内容を通常より少し変更して本来放送するはずの17時台のコーナーを一部放送することもあった。
2005年9月30日をもって番組は終了し、9年間の歴史に幕を閉じた。番組の終了後、同年10月からは『びービーみつばち』が放送された。また、10月以降は全国ニュースである『ニュースプラス1』も『びービーみつばち』の中で放送されるようになった。

## キャスター
- 塚田誉（当時テレビ金沢アナウンサー）
- 田中憲行（当時テレビ金沢アナウンサー）
- 平見夕紀（当時テレビ金沢アナウンサー）
- 北條愁子（当時テレビ金沢アナウンサー）
- 戸丸彰子（当時テレビ金沢アナウンサー）

## じゃんけんサタデー
- 2003年4月からは『じゃんけんぽん』の土曜版とも言える『じゃんけんサタデー!!』（通称は「じゃんサタ」と呼ばれたが、2005年10月から末期は通称が正式名称になった）がスタート（17:00 - 18:00）。その中にあるニュースコーナーはじゃんけんぽんのスタジオから伝えていた（ただし、2005年9月まで）。また、お天気情報は番組開始当初は中継先から伝えていたが、2004年4月からスタジオから伝える形になった。
- 『じゃんサタ』は、本家が終了した後も2006年9月まで放送された。
- 放送開始当初は平日に放送している星占いのコーナーが放送されていた。
- なお、17時53分から57分には『新金沢小景』や『文芸のこみち』が放送されていた（出演：五木寛之）。

## エンディングテーマ

### 2002年
- 1月 - 倉木麻衣「Winter Bells」
- 3月 - organs café「ride on」
- 7月 - 菅崎茜「beginning dream」

### 2004年
- 4月 - 滴草由実「心はいつもRainbow Color」
- 6月 - JEWELRY「胸いっぱいのこの愛を 誰より君に」

### 2005年
- 1月 - JEWELRY「白のファンタジー」

| テレビ金沢 平日の夕方ワイド番組 | テレビ金沢 平日の夕方ワイド番組 | テレビ金沢 平日の夕方ワイド番組 |
| 前番組                          | 番組名                          | 次番組                          |
| ------------------------------- | ------------------------------- | ------------------------------- |
| -                               | 2時間ワイドじゃんけんぽん       | びービーみつばち                |

| テレビ金沢 土曜17時台の番組                  | テレビ金沢 土曜17時台の番組           | テレビ金沢 土曜17時台の番組 |
| 前番組                                       | 番組名                                | 次番組                      |
| -------------------------------------------- | ------------------------------------- | --------------------------- |
| TVおじゃマンボウ （2003年3月に途中打ち切り） | じゃんけんサタデー!! ↓ （じゃんサタ） | Smile!                      |